# Josef Kozlík
Josef Kozlík (16. září 1904 Červené Janovice – 20. února 1954 Věznice Pankrác) byl český dělník, protinacistický a protikomunistický odbojář odsouzený komunistickým režimem k trestu smrti a popravený v roce 1954.

## Životopis
Narodil se v roce 1904 v Červených Janovicích. Živil se jako dělník. Za druhé světové války pomáhal ukrývat lidi hledané gestapem.

### Po únoru 1948

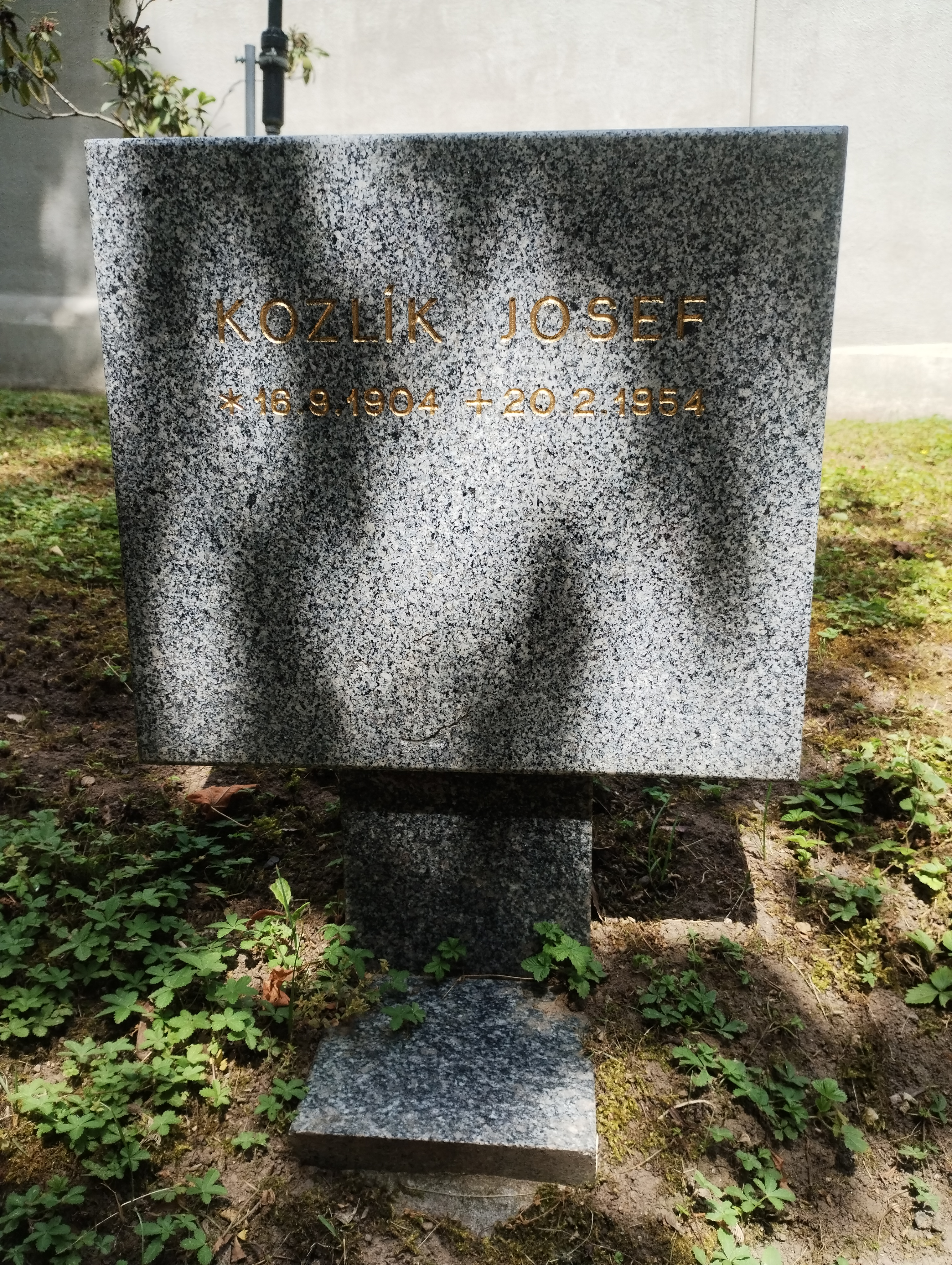
Symbolický náhrobek J. Kozlíka na Čestném pohřebišti v Ďáblicích

Po komunistickém převratu v únoru 1948 se zapojil do protikomunistického odboje. Vedl přitom odbojovou skupinu působící převážně na území Prahy, nicméně působil i v Chodsku nedaleko hranic s Bavorskem v Západním Německu. V létě 1951 intenzivně v rámci své činnosti začal spolupracovat s Jaroslavem Peteříkem. Spolu s ním pak poté zajišťoval předávání zpravodajských zpráv vojenského i informačního charakteru na západ. Kozlík se nicméně poté v červenci 1952 pokusil na západ sám emigrovat. Přes kontakt Peteříka se mu to nepodařilo, a proto vyhledal jinou osobu, která by mu s přechodem hranice mohla pomoci. Tou ovšem byl agent Státní bezpečnosti, který posléze pomohl celou skupinu rozkrýt. Kozlík byl poté zatčen zřejmě v září 1953. V politickém procesu konaném v prosinci 1953 byl poté za trestné činy velezrady a vyzvědačství odsouzen k trestu smrti. Nejvyšší soud posléze zamítl Kozlíkovo odvolání. Popraven byl v únoru 1954. Pohřben byl do společného hrobu na Ďáblickém hřbitově. V procesu byla přitom k dlouholetým trestům odnětí svobody odsouzena řada dalších osob.